# Arcidiocesi di Nasso, Andro, Tino e Micono

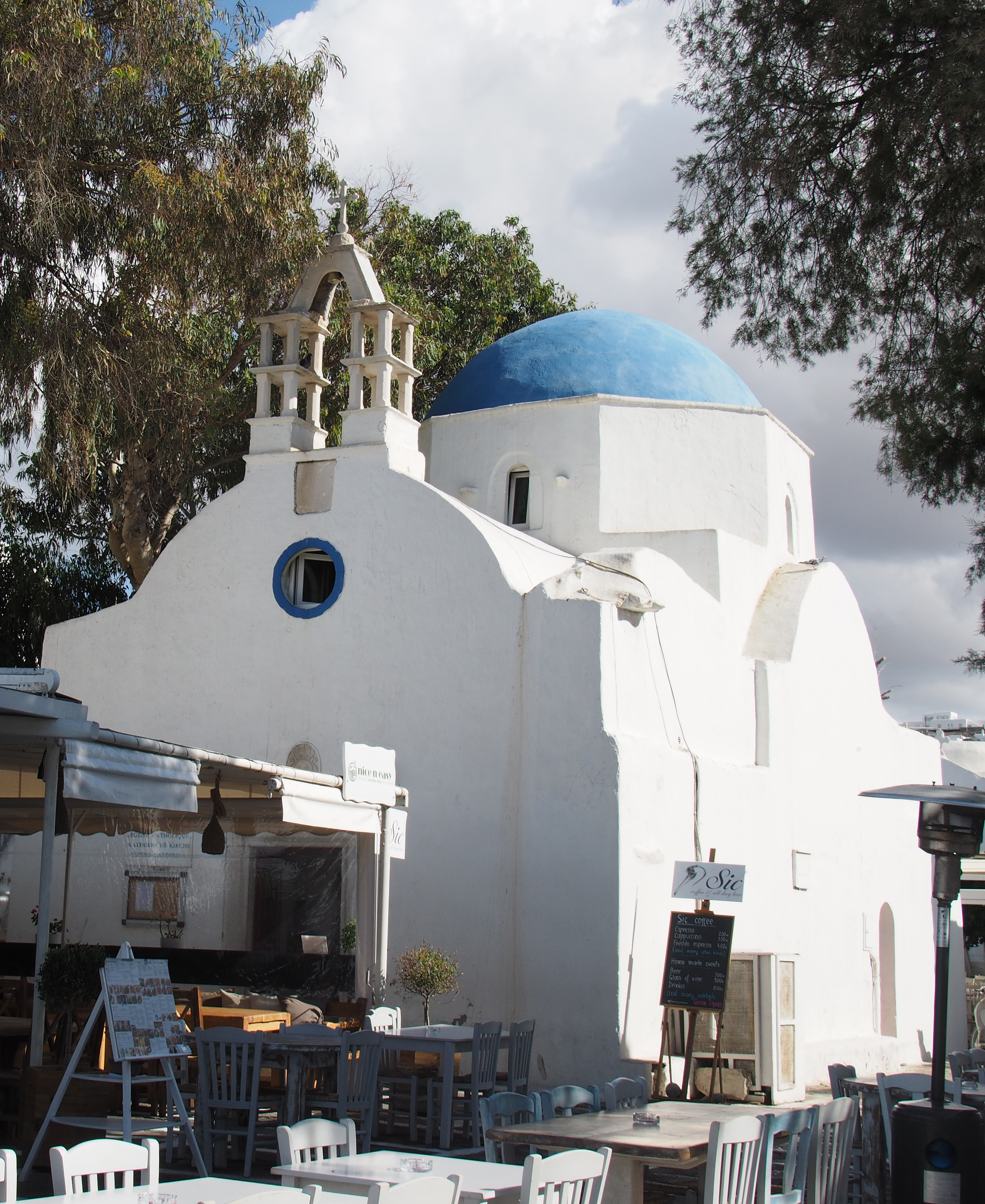
La cattedrale di Nostra Signora del Rosario a Micono.

L'arcidiocesi di Nasso, Andro, Tino e Micono (in latino Archidioecesis Naxiensis, Andrensis, Tinensis et Myconensis) è una sede metropolitana della Chiesa cattolica in Grecia. Nel 2023 contava 4200 battezzati su 64627 abitanti. È retta dall'arcivescovo Josif Printezis.

## Territorio
L'arcidiocesi estende la sua giurisdizione sui fedeli cattolici di rito latino delle isole greche di Nasso, Paro, Andro, Antiparo, Amorgo, Delo, Tino e Micono.
Sede arcivescovile è la cittadina di Xinara sull'isola di Tino, dove si trova la cattedrale di Nostra Signora del Rosario. A Nasso si trova la cattedrale metropolitana della Presentazione del Signore. Ad Andro sorge la cattedrale di Sant'Andrea Apostolo e a Micono la cattedrale di Nostra Signora del Rosario.
Il territorio si estende su 1377 km² ed è suddiviso in 28 parrocchie, o luoghi di culto, di cui ben 25 nella sola isola di Tino.

### Provincia ecclesiastica
La provincia ecclesiastica di Nasso comprende come suffraganee le diocesi cattoliche di rito latino delle isole greche:
- diocesi di Chio;
- diocesi di Creta;
- diocesi di Milo;
- diocesi di Santorino;
- diocesi di Sira.

## Storia
L'arcidiocesi nasce dalla fusione di cinque sedi, istituite in epoca antica e di rito bizantino, che furono sostituite da diocesi di rito latino durante l'epoca delle Crociate e le successive colonizzazioni genovesi o veneziane. L'Annuario pontificio riporta queste date di fondazione: Andro (IV secolo), Tino (IX secolo), Nasso (XIII secolo) e Micono (XV secolo). Anteriore al V secolo è anche la diocesi di Paro (ora sede titolare).
In seguito alla quarta crociata, le antiche sedi Nasso e di Paro furono unite, dando origine a una sede che sovente le fonti chiamano Paronaxiensis. Nel 1522 fu elevata ad arcidiocesi metropolitana, avente come suffraganee le diocesi di Santorino e di Sira. Nel 1616 fu occupata dai Turchi; in quest'epoca sono circa 160 i fedeli cattolici di rito latino, mentre alla fine del secolo, su una popolazione di 8000 abitanti, i latini sono circa un migliaio: nella città vescovile sono presenti tre monasteri maschili. Nel 1744, su una popolazione di 4000 persone, sono censiti circa 400 cattolici, con tre monasteri maschili ed uno femminile.
La diocesi latina di Andro venne eretta da papa Innocenzo III nel 1208 poco dopo la conquista dell'isola da parte dei Veneziani, che la tennero fino al 1566. Ebbe come cattedrale la chiesa dedicata alla Beata Vergine Maria e a Sant'Andrea. Nel 1630 sono censiti solo 66 cattolici latini, benché l'isola abbia una popolazione di circa 15000 abitanti; nel 1672 sono segnalati circa 6000 abitanti e pochissimi cristiani latini, tutti residenti nella città capoluogo. Inizialmente suffraganea di Atene, nel corso del XVII secolo passò sotto la metropolia di Nasso. L'ultimo vescovo residente, Ignazio Rosa, morì nelle prigioni turche. In seguito la diocesi fu amministrata da vicari dipendenti da Propaganda Fide. Un rescritto di papa Leone XII del 1824 affidò la diocesi in amministrazione apostolica ai vescovi di Tino e Micono.
Il 31 marzo 1400 le sedi di Tino e Micono, i cui territori appartenevano alla repubblica di Venezia, furono unite con decreto di papa Bonifacio IX. L'isola di Micono fu occupata dai Turchi nel XVI secolo, mentre su Tino, nel 1594, si contano 2500 fedeli cristiani: la chiesa cattedrale era dedicata al Santissimo Salvatore. All'inizio del XVIII secolo su Tino sono censite circa 2000 persone, di cui la quasi totalità cattoliche di rito latino. Nel 1715 l'isola di Tino fu devastata dai Turchi e la città vescovile messa a ferro e a fuoco.
Il 3 giugno 1919 con il breve Quae rei sacrae di papa Benedetto XV all'arcidiocesi di Nasso furono unite le diocesi già suffraganee di Tino e Micono. Dal 1939 l'arcivescovo è anche amministratore apostolico sede vacante della diocesi di Chio.

## Cronotassi dei vescovi
Si omettono i periodi di sede vacante non superiori ai 2 anni o non storicamente accertati.

### Vescovi di Nasso
- Baraco † (menzionato nel 451)
- Paolo † (menzionato nel 536)
- Giorgio † (menzionato nel 680)

### Arcivescovi di Nasso (e Paro)
- Giorgio † (12 novembre 1252 - ?)
- Bernardino † (19 ottobre 1330 - 13 maggio 1332 nominato vescovo di Sorres)
- Daniele † (1345 deceduto)
- Andrea, O.Carm. † (19 gennaio 1349 - 1356 nominato vescovo di Bosa)
- Tommaso, O.F.M. † (30 giugno 1357 - ?)
- Stefano † (? - 18 settembre 1377 nominato arcivescovo di Cesarea di Palestina)
- Pantaleo Dioscoro di Nasso † (2 maggio 1418 - ? deceduto)
- Leonardo, O.E.S.A. † (3 giugno 1446 - ? deceduto)
- Francesco, O.F.M. † (30 aprile 1453 - ? deceduto)
- Antonio † (29 dicembre 1458 - ? deceduto)
- Nicola † (22 agosto 1460 - ? deceduto)
- Nicola di Gaeta † (13 febbraio 1479 - ?)
- Roberto de Noya, O.P. † (15 aprile 1504 - 1515 deceduto)
- Paolo Zabarella, O.S.A. † (1515 - ?)[3]
- Filippo di Vegis † (15 settembre 1519 - ?)
- Giacomo Coppi † (16 gennaio 1524 - 1538 deceduto)
- Giuseppe de Montanaris † (23 settembre 1538 - 1540 deceduto)
- Sebastiano Leccavella, O.P. † (12 maggio 1542 - 16 dicembre 1562 nominato vescovo di Lettere)
- Antonio Giustiniani, O.P. † (16 dicembre 1562 - 12 maggio 1564 nominato vescovo di Lipari)
- Francesco Pisani † (15 dicembre 1564 - 19 luglio 1569 nominato vescovo di Chioggia)
- Domenico di Grammatica † (22 maggio 1579 - ? deceduto)
- Dionigi Rendi † (30 agosto 1593 - ? deceduto)
- Angelo Gozzadini † (27 gennaio 1616 - 25 ottobre 1621 nominato vescovo di Civita Castellana)
- Marco Antonio Quirino † (24 gennaio 1622 - ?)
  - Niceforo Melisseno Comneno † (? - 29 maggio 1628 nominato vescovo di Crotone)
- Raffaele Schiattini † (5 maggio 1625 - dopo il 1648 deceduto)
- Bartolomeo Polla † (13 gennaio 1659 - 13 febbraio 1691 deceduto)
- Pietro Martire Giustiniani, O.P. † (10 dicembre 1691 - 10 maggio 1700 nominato vescovo di Tino)
- Antonio Giustiniani † (24 gennaio 1701 - circa marzo 1730 deceduto)
- Giovanni Francesco Bossi, O.F.M.Conv. † (22 novembre 1730 - 7 ottobre 1732 deceduto)
- Antonio Maturi, O.F.M. Ref. † (13 aprile 1733 - 21 luglio 1749 nominato vescovo di Sira)
- Pietro Martire de Stefani, O.P. † (22 luglio 1750 - ? deceduto)
- Giovanni Battista Crispi † (12 luglio 1773 - 1796 deceduto)
- Goffredo di Amiens, O.F.M.Cap. † (13 novembre 1796 - 17 ottobre 1799 deceduto)
- Vincenzo Coressi † (1º ottobre 1800 - 12 ottobre 1814 nominato arcivescovo titolare di Sardi)
- Andrea Veggetti † (8 marzo 1816 - 15 novembre 1838 deceduto)
- Nicola Cardoni † (15 novembre 1838 succeduto - 27 maggio 1842 deceduto)
- Domenico Castelli, O.P. † (2 agosto 1844 - 13 giugno 1852 deceduto)
- Francesco Cuculla † (14 gennaio 1853 - 24 marzo 1864 deceduto)
- Lorenzo Bergeretti, O.F.M. † (24 marzo 1864 succeduto - 13 maggio 1875 deceduto)
- Giuseppe Zaffino † (30 luglio 1875 - 29 aprile 1892 nominato arcivescovo di Atene)
  - Sede vacante (1892-1904)
- Filippo Camassei † (18 marzo 1904 - 6 dicembre 1906 nominato patriarca di Gerusalemme)
  - Sede vacante (1906-1909)
- Leonard Brindisi † (30 marzo 1909 - 3 luglio 1919 nominato arcivescovo di Corfù, Zante e Cefalonia)

### Vescovi di Andro
- M. † (prima del 1225 - dopo il 1233)
- Giovanni † (prima del 1237 - dopo il 1240)
- Giovanni di Santa Caterina, O.Carm. † (14 agosto 1345 - ? deceduto)
- Nicolò, O.E.S.A. † (14 luglio 1349 - 1376 deceduto)[4]
- Benedetto di Negroponte, O.F.M. † (16 giugno 1376 - 13 marzo 1396 deceduto)
- Giacomo di Roma, O.E.S.A. † (14 luglio 1396 - 1406 deceduto)[5]
- Michele di Treviso, O.P. † (12 febbraio 1406 - ?)
- Guglielmo † (? deceduto)
- Andrea Doria, O.P. † (28 marzo 1427 - ? deceduto)
- Lombardo di Solis, O.F.M. † (12 dicembre 1436 - ? deceduto)
- Jacques Joumonde, O.S.B.  † (17 novembre 1455 - 19 maggio 1460 nominato vescovo di Milo)
- Matteo Grimani † (19 maggio 1460 - ?)
- Tito † (24 ottobre 1465 - ?)
- Guglielmo † (31 gennaio 1467 - ? deceduto)
- Guglielmo Bruni † (26 agosto 1492 - ? deceduto)
- Marino Grimani † (6 settembre 1531 - ?)
  - Sede vacante (?-1587)
- Bonaventura di Nasso, O.F.M.Obs. † (22 giugno 1587 - ? deceduto)
- Eustachio Fontana, O.P. † (12 agosto 1602 - 13 maggio 1611 deceduto)
  - Giorgio Perpignani † (13 maggio 1611 - 3 agosto 1616) (amministratore apostolico)
- Nicolò Righi † (3 agosto 1616 - 9 settembre 1619 nominato vescovo di Tino e Micono)
- Paolo Pucciarelli, O.P. † (7 giugno 1621 - 1631 deceduto)
- Alberto Aliprandi † (28 aprile 1631 - ? deceduto)
- Domenico di Grammatica † (12 giugno 1634 - 1656 deceduto)
  - Sede vacante (1656-1672)
- Giovanni Battista Paterio † (12 settembre 1672 - 1675 deceduto)
- Ignazio Rosa † (27 maggio 1675 - prima del 28 aprile 1698 deceduto)
  - Antonio Giustiniani[6] † (2 maggio 1698 - ? dimesso) (amministratore apostolico)
  - Tommaso di Parigi, O.F.M.Cap. † (5 marzo 1712 - ?) (amministratore apostolico)
  - Nicolò Cigala † (4 maggio 1715 - 1º luglio 1716 nominato vescovo di Tino e Micono) (amministratore apostolico)

### Vescovi di Tino
- Bonifacio † (?)
- Bartolomeo Pasquali, O.P. † (? - 1328 nominato vescovo di Torcello)
- Tommaso, O.E.S.A. † (6 marzo 1329 - ?)
- Stefano † (circa 1346 - ?)
- Giovanni † (? - circa 1400 deceduto)

### Vescovi di Tino e Micono
- Giacomo Endrighetti o Gudrighetti, O.P. † (31 marzo 1400 - ? deceduto)
- Giacomo † (21 settembre 1403 - ? deceduto)
- Pietro da Haya, O.Carm. † (16 giugno 1411 - ?)
- Antonio da Tivoli, O.F.M. † (12 agosto 1418 - 26 aprile 1428 nominato vescovo di Eraclea)
- Giacomo da Venezia, O.F.M. † (21 maggio 1428 - 1430 deceduto)
- Marco Sclavi da Candia, O.F.M. † (25 ottobre 1430 - ? deceduto)
- Nicolò Lenda † (28 maggio 1449 - ?)
- Nicolò † (1468)
- Ridaldo † (? deceduto)
- Giovanni Lunari (o Lunati o Liviari) † (4 maggio 1495 - ? dimesso)
- Alessandro di Scutari † (24 gennaio 1533 - ? deceduto)
- Marco Grimani † (15 febbraio 1559 - ? deceduto)
- Giorgio Perpignani † (14 novembre 1594 - 15 luglio 1619 nominato vescovo di La Canea)
- Nicolò Righi † (9 settembre 1619 - ottobre 1653 deceduto)
- Maurizio Doria † (9 febbraio 1654 - 1672 deceduto)
- Angelo Venier † (16 gennaio 1673 - 1699 deceduto)
- Pietro Martire Giustiniani † (10 maggio 1700 - gennaio 1715 deceduto)
- Nicolò Cicala (o Cigala) † (1º luglio 1716 - aprile 1738)[7]
- Luigi Guarchi † (3 settembre 1738 - 31 gennaio 1762 deceduto)
- Vincenzo de Via † (31 gennaio 1762 succeduto - settembre 1799 deceduto)
- Giuseppe Maria Tobia, O.F.M.Conv. † (settembre 1799 succeduto - 21 febbraio 1809 nominato vescovo di Santorino)
- Andrea Veggetti † (21 febbraio 1809 - 8 marzo 1816 nominato arcivescovo di Nasso)
- Ignazio Palmidessa, O.P. † (31 maggio 1816 - 12 agosto 1817 deceduto)
- Giovanni Collaro † (16 marzo 1818 - 3 gennaio 1826 deceduto)
- Giorgio Gabinelli † (3 luglio 1826 - 7 luglio 1843 dimesso)
- Francesco Zaloni † (7 luglio 1843 succeduto - 29 giugno 1866 deceduto)
- Giovanni Marangò † (29 giugno 1866 succeduto - 23 luglio 1875 nominato arcivescovo di Atene)
- Ignazio Nicolò Giustiniani † (30 luglio 1875 - 13 maggio 1879 nominato vescovo di Chio)
- Michele Castelli † (13 maggio 1879 - 7 settembre 1898 deceduto)
- Francesco di Mento † (5 giugno 1899 - 21 settembre 1904 deceduto)
- Giovanni Privilegio † (12 aprile 1905 - agosto 1914 dimesso)
- Matteo Vido † (9 marzo 1915 - 3 luglio 1919 nominato arcivescovo di Nasso, Andro, Tino e Micono)

### Arcivescovi di Nasso, Andro, Tino e Micono
- Matteo Vido † (3 luglio 1919 - 18 settembre 1924 deceduto)
  - Sede vacante (1924-1929)
- Alessandro Guidati † (15 luglio 1929 - 22 febbraio 1947 dimesso[8])
- Giovanni Francesco Filippucci † (29 maggio 1947 - 9 novembre 1959 deceduto)
- Ioánnis Perrís † (24 ottobre 1960 - 29 aprile 1993 ritirato)
- Nikólaos Printezis (29 aprile 1993 - 25 gennaio 2021 ritirato)
- Josif Printezis, dal 25 gennaio 2021

## Statistiche
L'arcidiocesi nel 2023 su una popolazione di 64.627 persone contava 4.200 battezzati, corrispondenti al 6,5% del totale.
| anno | popolazione | popolazione | popolazione | presbiteri | presbiteri | presbiteri | presbiteri                | diaconi | religiosi | religiosi | parrocchie |
| anno | battezzati  | totale      | %           | numero     | secolari   | regolari   | battezzati per presbitero | diaconi | uomini    | donne     | parrocchie |
| ---- | ----------- | ----------- | ----------- | ---------- | ---------- | ---------- | ------------------------- | ------- | --------- | --------- | ---------- |
| 1949 | 4.720       | 31.980      | 14,8        | 16         | 12         | 4          | 295                       |         | 11        | 25        | 26         |
| 1970 | 3.450       | 50.331      | 6,9         | 15         | 11         | 4          | 230                       |         | 4         | 27        | 2          |
| 1980 | 2.612       | 46.500      | 5,6         | 15         | 11         | 4          | 174                       |         | 5         | 13        | 24         |
| 1990 | 2.608       | 44.834      | 5,8         | 10         | 7          | 3          | 260                       |         | 4         | 11        | 25         |
| 1999 | 2.838       | 45.512      | 6,2         | 10         | 8          | 2          | 283                       | 1       | 4         | 6         | 9          |
| 2000 | 2.666       | 45.550      | 5,9         | 10         | 8          | 2          | 266                       |         | 3         | 6         | 9          |
| 2001 | 2.556       | 45.550      | 5,6         | 10         | 8          | 2          | 255                       |         | 3         | 6         | 10         |
| 2002 | 2.657       | 45.700      | 5,8         | 10         | 8          | 2          | 265                       |         | 3         | 3         | 30         |
| 2003 | 2.850       | 45.700      | 6,2         | 10         | 8          | 2          | 285                       |         | 3         | 3         | 30         |
| 2004 | 4.000       | 58.000      | 6,9         | 10         | 9          | 1          | 400                       |         | 1         | 4         | 30         |
| 2013 | 5.400       | 61.900      | 8,7         | 11         | 10         | 1          | 490                       |         | 1         | 1         | 30         |
| 2016 | 5.000       | 60.200      | 8,3         | 11         | 10         | 1          | 454                       |         | 1         | 2         | 30         |
| 2019 | 5.000       | 60.200      | 8,3         | 14         | 11         | 3          | 357                       |         | 3         | 4         | 30         |
| 2021 | 5.000       | 60.000      | 8,3         | 12         | 10         | 2          | 416                       |         | 2         | 3         | 27         |
| 2023 | 4.200       | 64.627      | 6,5         | 9          | 7          | 2          | 466                       |         | 2         | 3         | 28         |

### Per la sede di Nasso
- (LA)  Konrad Eubel, Hierarchia Catholica Medii Aevi, vol. 1, p. 358; vol. 2, p. 200; vol. 3, p. 254; vol. 4, p. 253; vol. 5, p. 281; vol. 6, p. 302
- (LA)  Pius Bonifacius Gams, Series episcoporum Ecclesiae Catholicae, Leipzig, 1931, p. 448

### Per la sede di Andro
- (FR)  Siméon Vailhé, v. Andros, in Dictionnaire d'Histoire et de Géographie ecclésiastiques, vol. II, Paris, 1914, coll. 1802-1804
- (LA)  Konrad Eubel, Hierarchia Catholica Medii Aevi, vol. 1, p. 89; vol. 2, pp. XIII, 88; vol. 3, p. 109; vol. 4, p. 83; vol. 5, p. 84
- (LA)  Pius Bonifacius Gams, Series episcoporum Ecclesiae Catholicae, Leipzig, 1931, p. 449

### Per le sedi di Tino e Micono
- (LA)  Konrad Eubel, Hierarchia Catholica Medii Aevi, vol. 1, p. 485; vol. 2, p. 251; vol. 3, p. 313; vol. 4, p. 337; vol. 5, p. 380; vol. 6, p. 408
- (LA)  Pius Bonifacius Gams, Series episcoporum Ecclesiae Catholicae, Leipzig, 1931, p. 408, 449